# Били Елиот (филм)
Били Елиот је британска драма режисера Стивена Долдрија из 2000.
Радња је смештена у период 1984-85, у време штрајка британских рудара, а главне улоге тумаче Џејми Бел као једанаестогодишњи Били, Гари Луис као његов отац и Џули Волтерс као Билијева професорка балета.
Филм је освојио бројне награде, од којих су најзначајније три награде БАФТА (најбољи британски филм, најбољи глумац и најбоља глумица у споредној улози) а био је номинован и за три Оскара.

### Радња
Северна Енглеска, 1984. Бесне рударски штрајкови, а међу најгласнијима у свакодневним протестима су Тони и његов отац, који најмлађег сина Билија води на боксерске тренинге.
Били, међутим, није за бокс; на једном тренингу у углу сале запазио је девојчице како вежбају балет. Очаран грациозношћу малих балерина, Били ускоро кришом почиње одлазити на часове балета, док су сви мислили да иде на боксерске тренинге. Балет држи госпођа Вилкинсон, која у Билију препознаје редак таленат и пристаје да га бесплатно подучава, под условом да се пријави на аудицију за Краљевску балетску школу.
На дан аудиције, ствари се компликују: Били није могао доћи на аудицију јер му је тог дана брат притворен због учешћа у штрајку. Госпођа Вилкинсон се сукобљава са Билијевим оцем, који је будућност свог сина замишљао потпуно другачије. На крају ипак схвата да је балет можда једина шанса да се Били извуче из сивила рударског живота и сналази се како зна и уме да заради новац за Билијев пут у Лондон.

### Улоге
- Џејми Бел као Били Елиот
- Џули Волтерс као Сандра Вилкинсон
- Гари Луис као Џеки Елиот
- Џејми Дрејвен као Тони Елиот